# Paul Maskey
Paul John Maskey (né le 10 juin 1967) est un homme politique républicain irlandais en Irlande du Nord, membre du Sinn Féin. Il a été membre pour Sinn Féin (MLA) de l'Assemblée d'Irlande du Nord pour Belfast West de 2007 à 2012. Il est actuellement député de la circonscription de Belfast West à Westminster, mais conformément à la politique d'abstentionnisme du Sinn Féin, il n'y a pas pris place.

## Carrière
Maskey est employé par Fáilte Feirste Thiar («Bienvenue à West Belfast»), une agence de promotion du tourisme dans cette partie de la ville. En tant que coordinateur du développement en 2004, il contribue au lancement d'une initiative dans le cadre de laquelle 120 entreprises locales ont accepté l'euro, afin d'encourager les visiteurs de l'autre côté de la frontière et d'ailleurs dans la zone euro. En décembre 2005, en tant que président du West Belfast Partnership, il s'est associé à Shankill Tourism pour mettre en place un sentier des arts et du patrimoine qui comprenait à la fois les zones Shankill Road et Falls Road. Il s'est félicité de la publication d'une carte touristique de Belfast en 2006, qui comprenait un quartier Gaeltacht à l'ouest de Belfast, et en 2008, le groupe a publié une carte et un guide de toutes les peintures murales à pignon à l'ouest de Belfast. Lorsqu'il est élu à l'Assemblée d'Irlande du Nord, Maskey est devenu président non rémunéré de Fáilte Feirste Thiar.

## Conseil municipal de Belfast
Lors des élections locales du 7 juin 2001, Maskey est élu conseiller du Sinn Féin pour la zone électorale d'Upper Falls au conseil municipal de Belfast, en tête du scrutin sur les premières préférences. Il est devenu président du Belfast Waterfront Hall Board, aidant le lieu à être classé comme le meilleur centre de congrès au Royaume-Uni et le cinquième meilleur au monde à la finale de l'Apex Award 2004 - World's Best Congress Center Awards, organisé par l'Association internationale des centres de congrès.
Il est également président du comité des services à la clientèle du conseil municipal de Belfast. À partir de 2005, il est chef du groupe Sinn Féin au conseil municipal. Sa critique du rival nationaliste irlandais SDLP pour avoir rencontré et «claqué» avec Charles, prince de Galles à la fin de 2005 est qualifiée de «piège tribal par un homme qui sait sûrement mieux» par Newton Emerson dans le Daily Mirror, avec Emerson notant que Maskey avait été "l'hôte parfait" lors de leur précédente rencontre. Maskey démissionne de son siège le 14 septembre 2009.

## Assemblée d'Irlande du Nord
Il est élu à l'Assemblée d'Irlande du Nord lors des élections de 2007 au sein d'une liste du Sinn Féin qui a remporté cinq des six sièges à Belfast Ouest. Après qu'un rapport du Comité des comptes publics ait critiqué le gaspillage d'argent sur un projet de construction d'un campus de l'Université d'Ulster sur l'une des lignes de paix à Springvale dans le nord de Belfast, Maskey a blâmé le ministre du SDLP, Carmel Hanna. Il est devenu président du comité en mai 2008. En juillet 2009, il soutient une enquête du comité sur les 33 millions de livres sterling payés annuellement en frais juridiques et en indemnisation aux personnes prétendant avoir trébuché sur les trottoirs.
Sous la présidence de Maskey, le comité procède à un examen détaillé de Northern Ireland Water en 2010, après avoir attribué 70 contrats sans concours. Maskey dénonce la situation comme "absolument stupéfiante" et déclare qu'il ne se souvenait pas "d'un cas plus grave de mépris total de l'éthique du secteur public".
Lorsque Maskey organise une manifestation contre un défilé de soldats du Royal Irish Regiment  de retour d'Irak et d'Afghanistan en octobre 2008, il explique qu'il voulait "une manifestation pacifique et digne" contre les guerres, mais qu'il voulait que les forces britanniques reviennent sans blessure. En décembre 2010, Maskey critique d'autres partis politiques en Irlande du Nord pour avoir cherché à garder confidentiels les détails des personnes qui les ont financés. Il est réélu en 2011, en tête du scrutin avec 5 343 votes de première préférence. Il est de nouveau nommé président du Comité des comptes publics dans le nouveau mandat.

## Parlement britannique
Après sa réélection à l'Assemblée d'Irlande du Nord, Maskey annonce le 12 mai 2011 qu'il se présenterait comme candidat Sinn Féin pour la circonscription de Belfast West à la Chambre des communes du Royaume-Uni, qui est resté vacant lorsque Gerry Adams démissionne pour se présenter pour un siège à Dáil Éireann. Il est immédiatement soutenu par Gerry Kelly MLA et comme seule candidature au poste vacant, est sélectionnée le 19 mai. Lors de l'élection partielle du 9 juin, Maskey est élu avec plus de 70% des voix. Il est réélu avec un score accru aux élections générales de 2015.
Suivant la tradition du Sinn Féin, en protestation contre l'existence de l'Irlande du Nord en tant que nation constitutive du Royaume-Uni, il ne prend pas son siège à la Chambre des communes.